# Simfonia de les Joguines
La Simfonia de les Joguines, el títol complet de la qual és Cassació en Sol M per a Orquestra i Joguines, és una obra musical amb parts per a joguines que es toca popularment per Nadal i s'utilitza també per a iniciar als infants a la música clàssica.
Durant molt de temps es va creure que era una composició de Joseph Haydn, però estudis posteriors han suggerit que va ser composta per Leopold Mozart a qui s'atribueix formalment en l'actualitat. Tanmateix, encara es disputa la seva autoria i altres compositors han estat proposats com a autèntic autor de la simfonia, inclòs el germà petit de Joseph Haydn, Michael Haydn, que suposadament va aportar moviments a l'obra.
Investigacions recents en un manuscrit aparegut recentment, suggereixen que l'autor podria ser un monjo benedictí austríac anomenat Edmund Angerer (1740-1794), però aquest descobriment encara està en discussió entre els erudits.

## Instrumentació i estructura
La Simfonia de les Joguines està escrita per a orquestra de corda i 7 instruments infantils típics de Berchtesgadener, als Alps bavaresos: Cucut, reclam per a guatlla, trompeteta, tambor, matraca, gallineta i Orgue de campanetes.
L'obra completa consta de set moviments:
1. Marche
2. Menuetto
3. Allegro
4. Menuetto
5. Allegretto
6. Menuetto
7. Presto

De tots aquests moviments, el número 3 (Allegro) és el més conegut i és el que ofereix el tema principal de tota la composició.
El sobrenom de "Simfonia de les sorpreses" sembla que prové d'una edició feta el 1813. En aquesta versió només hi apareixen els moviments 3r. Allegro - 4t. Menuetto i 7è. Finale (Presto). És per això que aquests són els únics números que s'interpreten en l'actualitat.